# Chilombo
Chilombo é o terceiro álbum de estúdio da cantora norte-americana Jhené Aiko. Seu lançamento ocorreu em 6 de março de 2020, por intermédio da ArtClub International, ARTium Recordings e pela Def Jam Recordings. Gravado no Havaí, o álbum é inspirado pela paisagem natural da ilha e conta com tigelas tibetanas para criar uma ambientação tranquila. Para isso, Aiko trabalhou como produtora executiva da obra, recorrendo aos produtores Fisticuffs e Lejkeys, os quais já trabalharam previamente com a artista, e produziram dezoito das vinte canções do álbum.
O álbum conta com uma variedade de convidados, incluindo os rappers Nas, Ty Dolla Sign e Future, bem como os cantores de R&B John Legend, Miguel e H.E.R.. A versão limitada do álbum foi lançada em 17 de julho de 2020, incluindo as aparições de Kehlani, Mila J, Chris Brown, Snoop Dogg e Wiz Khalifa. Em 2020, o álbum recebeu duas indicações ao Grammy Awards de 2021 nas categorias de Álbum do Ano e Melhor Álbum R&B Progressivo, além de ser também indicado ao prêmio de Melhor Performance de R&B pela faixa "Lighting & Thunder".

## Antecedentes
Dois anos após o lançamento de Trip (2017), Aiko anunciou que havia começado a trabalhar no álbum posterior. Revelou, ainda, que o terceiro álbum consistiria em freestyles com foco em relacionamentos. Em 2019, Aiko finalizou três canções, além de lançar "Wasted Love Freestyle". Seguidamente, a mídia especulou que o álbum teria como enfoque a separação da artista com Big Sean.

## Lista de faixas
| N.º            | Título                                                     | Compositor(es)                                                                       | Produtor(es)               | Duração |  |
| 1.             | "Lotus (Intro)"                                            | Jhené Aiko Chilombo, Julian-Quán Việt Lê                                             | Lejkeys                    | 1:12    |  |
| 2.             | "Triggered (Freestyle)"                                    | Jh. Chilombo, Brian Keith Warfield, Lê, Maclean Robinson, Ross James                 | Fisticuffs, Lejkeys        | 3:30    |  |
| 3.             | "None of Your Concern" (com Big Sean)                      | Jh. Chilombo, Sean Anderson, Warfield, Robinson                                      | Fisticuffs                 | 4:19    |  |
| 4.             | "Speak"                                                    | Jh. Chilombo, Warfield, Lê, Robinson                                                 | Fisticuffs, Lejkeys        | 3:05    |  |
| 5.             | "B.S." (com H.E.R.)                                        | Jh. Chilombo, Gabriella Wilson, Warfield, Robinson, Anderson                         | Fisticuffs                 | 3:33    |  |
| 6.             | "Pussy Fairy (OTW)"                                        | Jh. Chilombo, Lê, Micah Powell                                                       | Fisticuffs, Lejkeys        | 3:41    |  |
| 7.             | "Happiness Over Everything (H.O.E.)" (com Future e Miguel) | Jh. Chilombo, Nayvadius Wilburn, Miguel Pimentel, Andre Benjamin, Warfield, Robinson | Fisticuffs                 | 3:08    |  |
| 8.             | "One Way St." (com Ab-Soul)                                | Jh. Chilombo, Lê                                                                     | Lejkeys                    | 2:54    |  |
| 9.             | "Define Me" (interlude)                                    | Jh. Chilombo                                                                         | Jhené Aiko                 | 1:49    |  |
| 10.            | "Surrender" (com Dr. Chill)                                | Jh. Chilombo, Kharamo Chilombo, Warfield, Robinson                                   | Fisticuffs                 | 4:18    |  |
| 11.            | "Tryna Smoke"                                              | Jh. Chilombo, Powell                                                                 | Micah Powell, Heavy Mellow | 4:30    |  |
| 12.            | "Born Tired"                                               | Jh. Chilombo, Warfield, Robinson                                                     | Fisticuffs                 | 3:15    |  |
| 13.            | "Love"                                                     | Jh. Chilombo, Warfield, Lê, Robinson                                                 | Fisticuffs, Lejkeys        | 2:36    |  |
| 14.            | "10k Hours" (com Nas)                                      | Jh. Chilombo, Nasir Jones, Lê                                                        | Lejkeys                    | 4:18    |  |
| 15.            | "Summer 2020" (interlude)                                  | Jh. Chilombo, Lê                                                                     | Lejkeys                    | 1:46    |  |
| 16.            | "Mourning Doves"                                           | Jh. Chilombo, Lê                                                                     | Lejkeys                    | 2:48    |  |
| 17.            | "Pray for You"                                             | Jh. Chilombo, Lê                                                                     | Lejkeys                    | 1:40    |  |
| 18.            | "Lightning & Thunder" (com John Legend)                    | Jh. Chilombo, John Stephens, Warfield, Lê, Robinson, James                           | Fisticuffs, Lejkeys        | 4:30    |  |
| 19.            | "Magic Hour"                                               | Jh. Chilombo, Lê                                                                     | Lejkeys                    | 3:16    |  |
| 20.            | "Party for Me (West Coast Version)" (com Ty Dolla Sign)    | Jh. Chilombo, Tyrone Griffin, Jr., Lê                                                | Lejkeys                    | 3:26    |  |
| Duração total: | Duração total:                                             | Duração total:                                                                       | Duração total:             | 63:34   |  |

| Chilombo – versão comum |                        |                |                |         |  |
| N.º                     | Título                 | Compositor(es) | Produtor(es)   | Duração |  |
| 20.                     | "Party for Me (Outro)" | Jh. Chilombo   | Lejkeys        | 1:34    |  |
| Duração total:          | Duração total:         | Duração total: | Duração total: | 61:42   |  |

| Chilombo – edição estendida |                                                      | |                           |         |  |
| N.º                         | Título                                               | Compositor(es) | Produtor(es)              | Duração |  |
| 21.                         | "Above and Beyond (Piano)"                           | Jh. Chilombo, Warfield, Robinson | Fisticuffs                | 2:50    |  |
| 22.                         | "Above and Beyond"                                   | Jh. Chilombo, Warfield, Robinson | Fisticuffs                | 3:26    |  |
| 23.                         | "B.S." (Remix) (com Kehlani)                         | Jh. Chilombo, Kehlani Parrish, Warfield, Robinson, Anderson                                                                                         | Fisticuffs                | 3:32    |  |
| 24.                         | "All Good"                                           | Jh. Chilombo, Warfield, Lê, Robinson | Fisticuffs, Lejkeys       | 2:43    |  |
| 25.                         | "Come On"                                            | Jh. Chilombo, Warfield, Lê, Robinson | Fisticuffs, Lejkeys       | 2:34    |  |
| 26.                         | "On the Way" (com Mila J)                            | Jh. Chilombo, Jamila Chilombo, Warfield, Lê, Robinson                                                                                               | Fisticuffs, Lejkeys       | 3:42    |  |
| 27.                         | "Tryna Smoke" (Remix) (com Chris Brown e Snoop Dogg) | Jh. Chilombo, Calvin Broadus Jr., Greg Edwards, Powell                                                                                              | Powell, Heavy Mellow      | 4:32    |  |
| 28.                         | "Down Again" (com Wiz Khalifa)                       | Jh. Chilombo, Cameron Thomaz, Warfield, Robinson | Fisticuffs                | 2:18    |  |
| 29.                         | "Summer 2020"                                        | Jh. Chilombo, Warfield, Lê, Robinson, Ronald Bel, Robert Bell, George Brown, Robert Mickens, Claydes Smith, Alton Taylor, Dennis Thomas, Ricky West | Aiko, Fisticuffs, Lejkeys | 3:16    |  |
| Duração total:              | Duração total:                                       | Duração total: | Duração total:            | 92:34   |  |

Notas
- Cópias físicas do álbum incluem uma versão de "Party of Me", a qual não contém a participação de Ty Dolla Sign.
- "Pussy Fairy (OTW)" é estilizada como "P*$$Y Fairy (OTW)".
- "Love" é estilizada como "LOVE".

Créditos de demonstração
- "Summer 2020" contém uma demonstração de "Summer Madness", escrita por Ronald Bell, Robert Bell, George Brown, Robert Mickens, Claydes Smith, Alton Taylor, Dennis Thomas e Ricky West e interpretada por Kool & the Gang.

## Histórico de lançamento
| Região | Data                  | Formato(s)                      | Versão | Gravadora                                                    | Ref.  |
| ------ | --------------------- | ------------------------------- | ------ | ------------------------------------------------------------ | ----- |
| Mundo  | 6 de março de 2020    | Download digital, CD, streaming | Comum  | ArtClub International, ARTium Recordings, Def Jam Recordings | [ 5 ] |
| Mundo  | 17 de julho de 2020   | Download digital, streaming     | Deluxe | ArtClub International, ARTium Recordings, Def Jam Recordings | [ 6 ] |
| Mundo  | 22 de janeiro de 2021 | Vinil                           | Deluxe | ArtClub International, ARTium Recordings, Def Jam Recordings | [ 7 ] |